# Epirrhoe djakonovana
Epirrhoe djakonovana är en fjärilsart som beskrevs av Felix Bryk 1942. Epirrhoe djakonovana ingår i släktet Epirrhoe och familjen mätare. Inga underarter finns listade i Catalogue of Life.